# Dumbrăvești
Dumbrăvești è un comune della Romania di 3 737 abitanti, ubicato nel distretto di Prahova, nella regione storica della Muntenia. 
Il comune è formato dall'unione di 6 villaggi: Dumbrăvești, Găvănel, Mălăeștii de Jos, Mălăeștii de Sus, Plopeni, Sfârleanca.